# 国鉄ツ1000形貨車
国鉄ツ1000形貨車（こくてつツ1000がたかしゃ）は、かつて日本国有鉄道（国鉄）およびその前身である鉄道省等に在籍した有蓋貨車（通風車）である。

## 概要
ツ1000形は、1935年（昭和10年）度より1936年（昭和11年）度にかけて鉄道省工場にてカ1形、カ500形から改造され生まれた10 t積み通風車である。合計146両（ツ1000 - ツ1145）が改造製作された。種車となったカ1形、カ500形の車番は順不同である。
各年度における各工場の製造数は以下のとおりである。
昭和10年度 46両

大井工場 10両（ツ1000 - ツ1009）

新小岩工場 5両（ツ1010 - ツ1014）

長野工場 5両（ツ1015 - ツ1019）

鷹取工場 15両（ツ1020 - ツ1024、ツ1030 - ツ1039）

多度津工場 1両（ツ1025）

西鹿児島工場 5両（ツ1040 - ツ1044）

五稜郭工場 5両（ツ1045 - ツ1049）

昭和11年度 100両

名古屋工場 28両（ツ1026 - ツ1029、ツ1050 - ツ1073）

長野工場 5両（ツ1074 - ツ1078）

松任工場 30両（ツ1079 - ツ1108）

吹田工場 10両（ツ1109 - ツ1118）

後藤工場 10両（ツ1119 - ツ1128）

幡生工場 5両（ツ1129 - ツ1133）

盛岡工場 7両（ツ1134 - ツ1140）

土崎工場 5両（ツ1141 - ツ1145）

塗色は、黒であり、全長は7,050 mm、全幅は2,400 mm、全高は3,395 mm、軸距は3,600 mm、自重は6.3 t - 7.8 t、換算両数は積車1.6、空車0.8、最高運転速度は65 km/h、車軸は10 t軸であった。
改造より約20年後に「老朽貨車の形式廃車」の対象形式に指定され、1952年（昭和27年）6月26日通達「車管第1232号」により告示された（当時の在籍車数は90両であった）。改造より約18年後の1954年（昭和29年）に最後まで在籍した車両が廃車となり同時に形式消滅となった。